# ユスフ・イサ・ハリム
ユスフ・イサ・ハリム (Yusuf Isa Halim; ルーマニア語での綴りは、Iusuf Isa Halim; ルーマニア語発音: [juˈsuf iˈsa haˈlim]) (1894年–1982年) は、ドブロジャ生まれタタール人の詩人、教師で、ルーマニア語-トルコ語の辞書を最初に作ったことで知られる言語学者である。

## 生涯
ユスフ・イサは1894年に、ドブロジャの港町マンガリアの西にあるタタール人ノガイ族の村ビルビル (現在のチオカリア) で生まれた。
彼は1915年にメドジディアにあるイスラム教神学校マドラサを卒業し、アダムクリシ、カヴァルナ、ドブリチ、チェルナヴォダの各地で教師を務めた。1930年にバザルジク (現在のブルガリアのドブリチ) で、最初のルーマニア語-トルコ語辞書を出版した。